# Muñoz de Domingo Arenas
Muñoz de Domingo Arenas là một đô thị thuộc bang Tlaxcala, México. Năm 2005, dân số của đô thị này là 4010 người.